# Tödliche Verwandtschaft
Tödliche Verwandtschaft (Originaltitel: Evil Kin) ist eine US-amerikanische Krimi-Dokumentationsreihe, die von August 2013 bis Dezember 2016 auf dem US-amerikanischen Sender Investigation Discovery ausgestrahlt wurde. Die deutschsprachige Erstausstrahlung erfolgt seit dem 29. November 2014 auf dem deutschen Sender TLC. Sie ist ein Ableger der Dokumentationsreihe Evil Twins, die seit 2012 auf demselben Sender ausgestrahlt wird.

## Konzept
In der Dokumentationsreihe werden US-amerikanische Kriminalfälle rekonstruiert, die sich innerhalb eines engen Familienkreises ereignet haben. Dabei werden unter anderem szenische Darstellungen sowie reale Polizeifotos und -videos verwendet. Außerdem werden Interviews mit Beteiligten, wie den Angehörigen der Opfer, den damaligen Ermittlern und Anwälten sowie mit Kriminalexperten geführt.
In jeder Folge wird ein Fall behandelt.

## Ausstrahlung
| Staffel | Episoden- anzahl | Erstausstrahlung USA | Erstausstrahlung USA | Erstausstrahlung D | Erstausstrahlung D |
| Staffel | Episoden- anzahl | Premiere             | Finale               | Premiere           | Finale             |
| ------- | ---------------- | -------------------- | -------------------- | ------------------ | ------------------ |
| 1       | 6                | 28. Aug. 2013        | 9. Okt. 2013         | –                  | –                  |
| 2       | 6                | 5. Aug. 2014         | 9. Sep. 2014         | 29. Nov. 2014      | 3. Jan. 2015       |
| 3       | 13               | 14. Jul. 2015        | 27. Okt. 2015        | 26. Okt. 2015      | 8. Mär. 2016       |
| 4       | 10               | 13. Okt. 2016        | 29. Dez. 2016        | 20. Jun. 2017      | 22. Aug. 2017      |

Vom 28. August 2013 bis zum 29. Dezember 2016 wurde die Dokumentationsreihe auf dem US-amerikanischen Sender Investigation Discovery ausgestrahlt. Während die ersten drei Staffeln dienstags um 21 Uhr ausgestrahlt wurden, wurde die vierte Staffel donnerstags zunächst um 22 Uhr und später um 21 Uhr ausgestrahlt.
Die deutschsprachige Erstausstrahlung erfolgt seit dem 29. November 2014 auf dem deutschen Sender TLC. Die Übersetzung und Ausstrahlung orientiert sich dabei nicht nach der ursprünglichen Einteilung der Folgen. Während die zweite Staffel jeden Samstag um 22:45 Uhr ausgestrahlt wurde, wurde die dritte Staffel montags um 22:05 Uhr (2015) und dienstags 22:05 Uhr (2016) ausgestrahlt. Die vierte Staffel wurde ebenfalls jeden Dienstag um 22:15 Uhr gezeigt. Eine deutschsprachige Erstausstrahlung der ersten Staffel erfolgte bisher nicht.